# Xã Perry, Quận Vanderburgh, Indiana
Xã Perry (tiếng Anh: Perry Township) là một xã thuộc quận Vanderburgh, tiểu bang Indiana, Hoa Kỳ. Năm 2010, dân số của xã này là 25.092 người.